# Popowia odoardi
Popowia odoardi är en kirimojaväxtart som beskrevs av Friedrich Ludwig Diels. Popowia odoardi ingår i släktet Popowia och familjen kirimojaväxter. Inga underarter finns listade i Catalogue of Life.